# Гукасян Ашот Суренович
Ашот Суренович Гукасян (нар. 22 червня 2001) — український футболіст вірменського походження,

## Життєпис
Вихованець вінницької ОДЮСШ Блохіна-Бєланова, у складі якої виступав у ДЮФЛУ. Також нетривалий період часу виступав за «Авангард U-19» (Краматорськ) в чемпіонаті Донецької області, але незабаром повернувся в ОДЮСШ Блохіна-Бєланова У середині липня 2019 року підписав контракт з «Нивою». Дебютував у футболці вінницького клубу 3 серпня 2019 року в програному (0:3) домашньому поєдинку 2-о туру групи А Другої ліги проти «Калуша». Ашот вийшов на поле на 87-й хвилині, замінивши Ярослава Браславського. 